# Springstille
Springstille ist ein Ortsteil der Stadt Schmalkalden im Landkreis Schmalkalden-Meiningen in Thüringen.

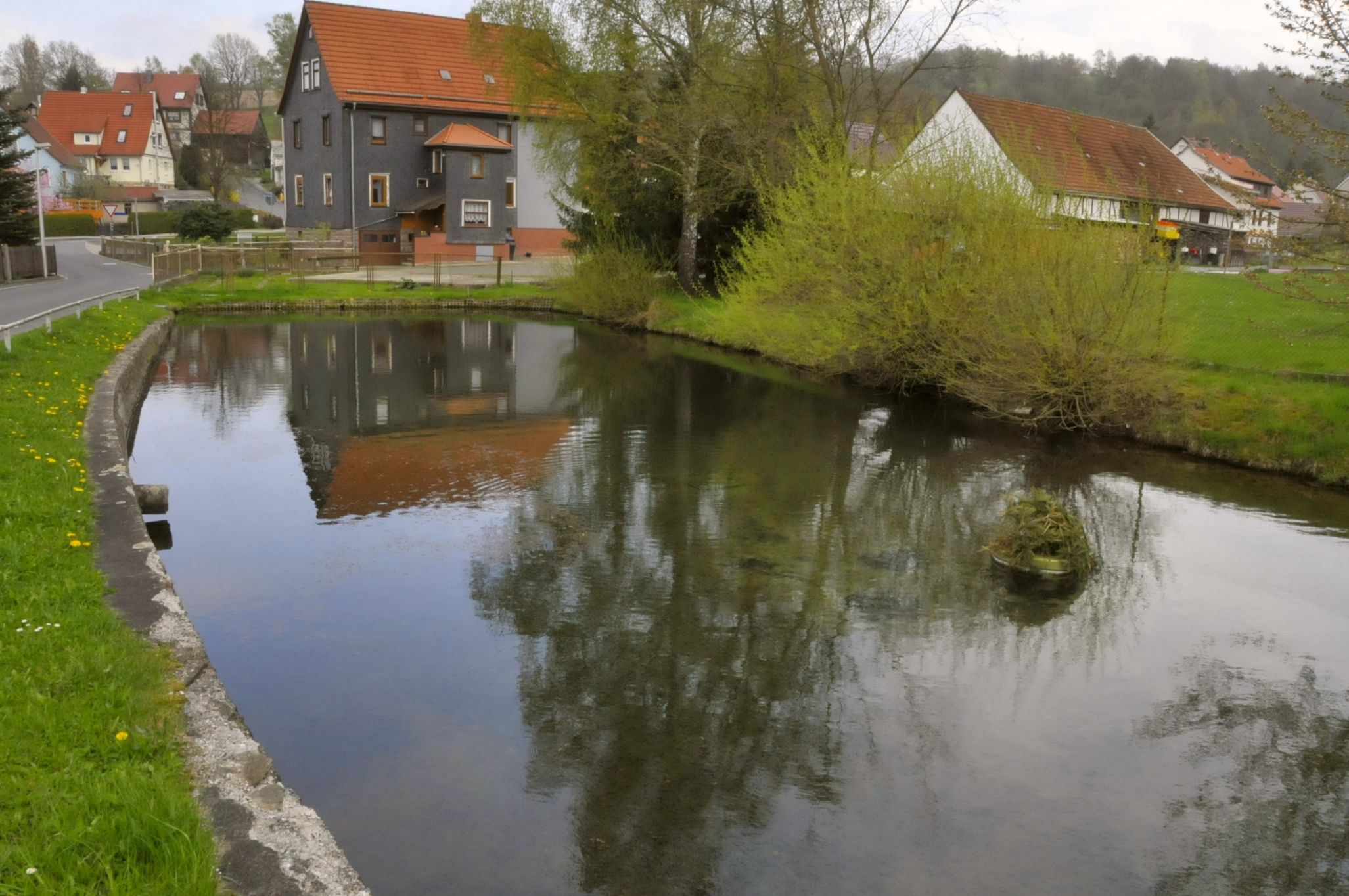
Quellteich der Stille

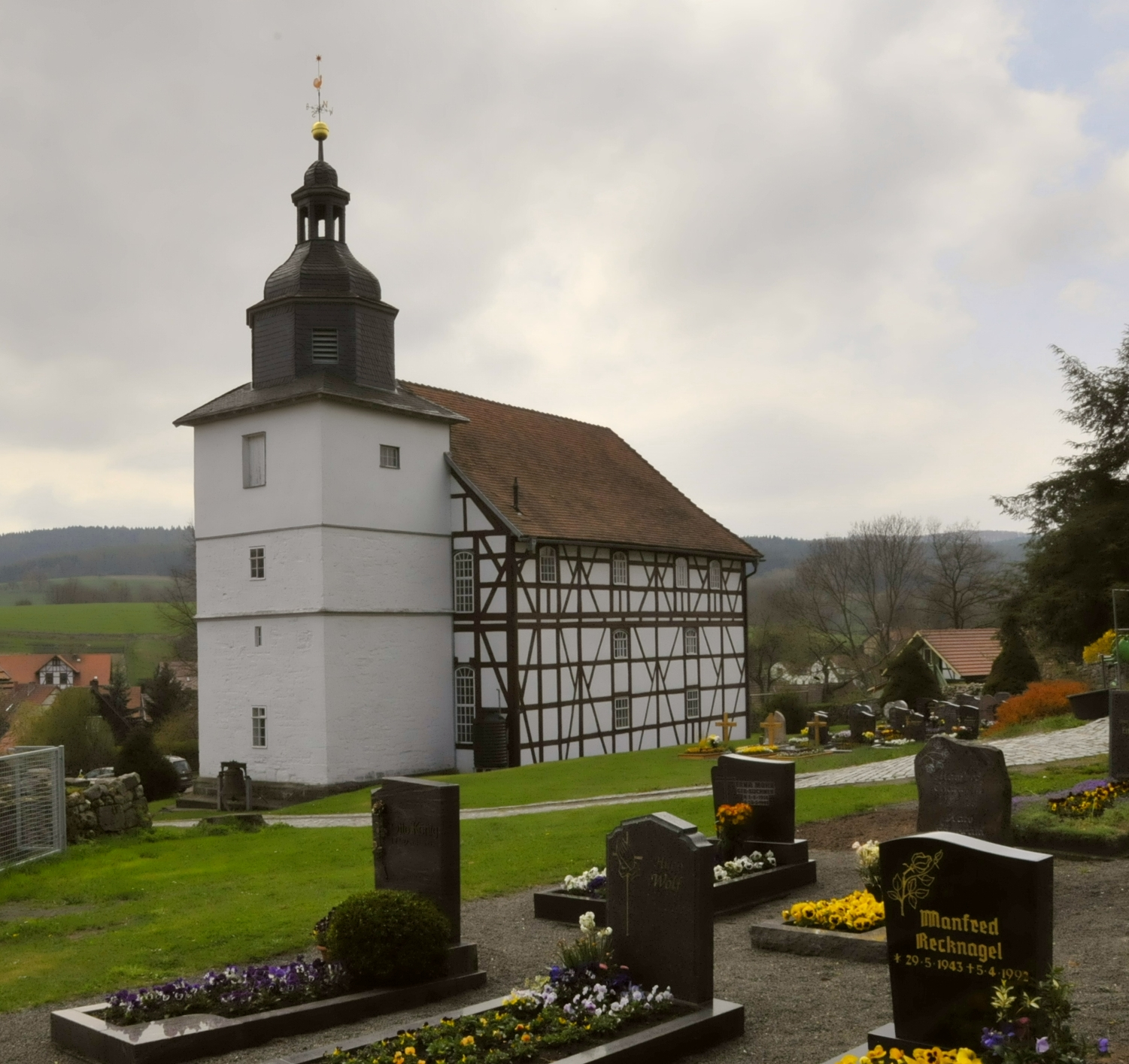
Dorfkirche in Springstille

## Geografie
Der Ort liegt am Südhang des Thüringer Waldes in der Nähe des Rennsteiges. Südöstlich des Dorfes liegt der Quellteich des Flüsschens Stille, worauf auch der Name des Ortes zurückzuführen ist. Der Ort liegt in etwa 380 m ü. NHN in einem Tal am Fuße des östlichen Ausläufers des Stillen Steins und des Stillen Berges.

## Geschichte
Springstille wurde bereits im Jahre 948 erstmals urkundlich unter dem Namen Stillaha erwähnt und feierte somit im Jahre 1998 ihr 1050-jähriges Bestehen. Zu Zeiten von Kaiser Otto dem I. gehörte der Ort nebst dem benachbarten Schwarza zur Abtei Hersfeld. Der Ort war die älteste Siedlung im Amt Hallenberg. Seit 1274 gehörten Teile des Ortes sowohl zum Amt Hallenberg, als auch zu Schmalkalden. Die nach Schmalkalden gehörenden Güter werden 1360 in einem Urbar des Amtes Schmalkalden genannt, welches sich seit diesem Jahr unter einer hennebergisch-hessischen Doppelherrschaft befand und seit 1583 komplett zur Landgrafschaft Hessen-Kassel gehörte.
1384 wurde der Ort in Stillerspringen umbenannt. Zwischen 1500 und 1806 lag Springstille im Fränkischen Reichskreis. In einer Urkunde des Grafen von Henneberg wurde der Ort 1536 als Stilspringen erwähnt. 1545 erreichte die Reformation den Ort. Im Dreißigjährigen Krieg sank die Bevölkerung auf 22 Familien. 
Springstille war 1659 von Hexenverfolgungen betroffen. Margaretha Schmidt, Witwe, über 70 Jahre alt, wurde in einem Hexenprozess angeklagt und freigesprochen.
Vollständig zum Amt Hallenberg kam der Ort im Jahre 1791. Die Eisenbahnstrecke von Schmalkalden nach Steinbach-Hallenberg wurde 1891 gebaut. 1902 erfolgte die Gründung des Sportvereins Jahn, 1921 die des Männergesangvereins Liedertafel. Mit der 1959/1960 vollzogenen Gründung der LPG wurde Springstille ein vollgenossenschaftliches Dorf, gefolgt von den Gründungen des Dorfclubs und des Karnevalvereins 1969. Die Hasenhohle wurde 1971 als Kulturzentrum ausgebaut. Einen Sendemast errichtete man 1981 auf dem 513 m hohen Rödelsberg im Osten des Ortes.
Am 6. Juli 2018 verließ die Gemeinde Springstille die Verwaltungsgemeinschaft Haselgrund und wurde in die Stadt Schmalkalden eingegliedert.

## Politik

### Bürgermeister
Der letzte ehrenamtliche Bürgermeister Hans-Gert Reich wurde am 12. Juni 1994 gewählt und am 17. Juni 2022 in den Ruhestand verabschiedet.
Am 12. Juni 2022 wurde zum ersten Mal seit der Eingliederung der Gemeinde Springstille in die Stadt Schmalkalden ein Ortsteilbürgermeister gewählt. Hierbei wurde Alexander Wagner mit nahezu 100 % der abgegebenen Stimmen gewählt. Am 6. Juli 2022 wurde Alexander Wagner durch den Bürgermeister der Stadt Schmalkalden – Herrn Kaminski – offiziell vereidigt. (Quelle: Ortschronik der Gemeinde Springstille)

### Gemeindepartnerschaften
Es bestand eine Partnerschaft mit der finnischen Gemeinde Lappajärvi.

## Wirtschaft und Infrastruktur
Früher lebte Springstille fast ganz von der Landwirtschaft, und auch heute gibt es im Ort noch einige Landwirte, die die Felder ringsum bewirtschaften. Durch die L 1118 ist der Ort mit Herges-Hallenberg und Schmalkalden angebunden. Die 1891 gebaute Eisenbahnstrecke führt über Mittelstille durch die nördlich des Ortes liegenden Berge beim Hirzberg zum Haltepunkt Altersbach und zum Bahnhof Steinbach-Hallenberg, hat jedoch keinen Haltepunkt in oder bei Springstille.

## Sehenswürdigkeiten

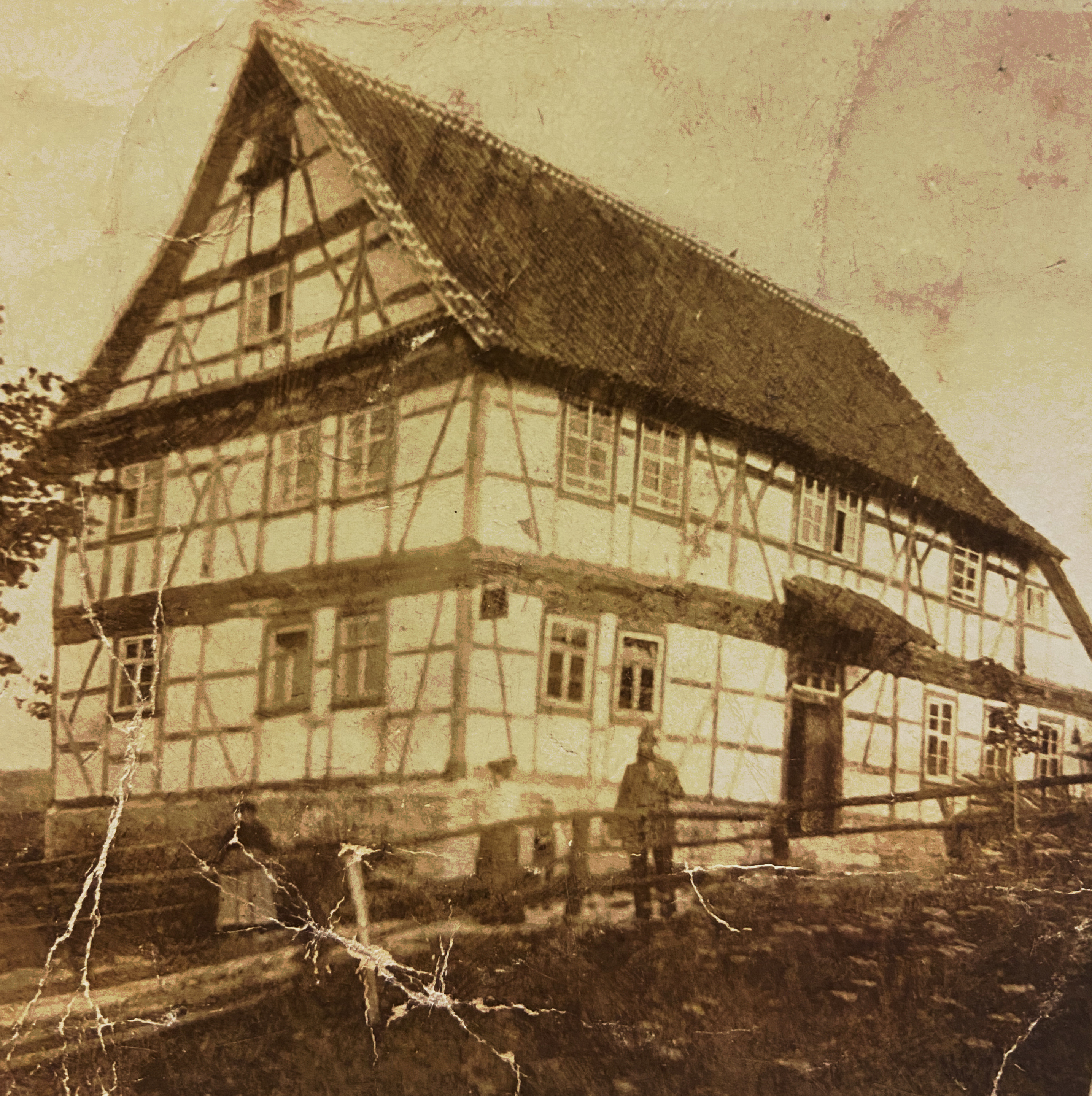
Gasthaus „Zur Hechel“ (historische Aufnahme)

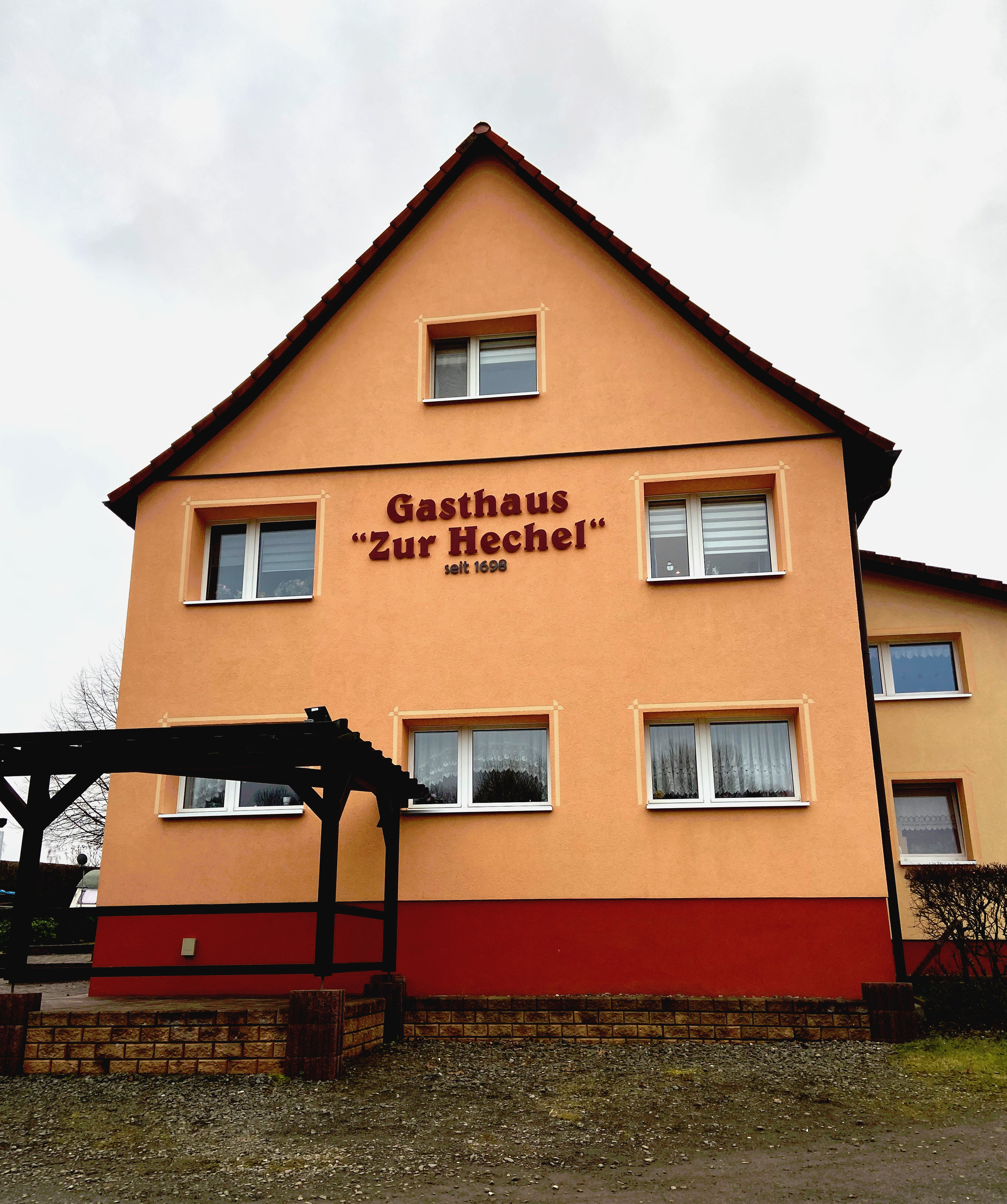
Gasthaus „Zur Hechel“, 2020

Die Springstiller Kirche gilt als eine der ältesten in der Herrschaft der Abtei Hersfeld. Im Dreißigjährigen Krieg wurde sie zerstört, nur der Turm blieb erhalten.
Das Gasthaus „Zur Hechel“ ist bereits über 300 Jahre alt. Die Wirtschaft mit Brauerei wurde 1698 von der Springstiller Gemeinde im Fachwerkstil erbaut. Der Grund für dieses Vorhaben war, dem örtlichen Pfarrer die Einnahmen aus der Brauerei und Wirtschaft des damaligen Springstiller Wirtshauses zu entziehen. Den Namen „Zur Hechel“ bekam die Gastwirtschaft schließlich vom ersten Gast, der sie an der damaligen Thüringer Handelsstraße zwischen Schmalkalden und Suhl besuchte. Es handelte sich um einen Mann aus Tirol, der Hecheln verkaufte. Seit 1735 galt das Gasthaus „Zur Hechel“ als Herberge und Ausspanne für Handwerks- und Fuhrleute auf der Durchreise.
Das Gasthaus ist bereits in der fünften Generation im Familienbesitz der Familie König/Bär. Das erste Familienmitglied erwarb das Gebäude im Jahr 1872. Der Erstbewirtschafter ist allerdings nicht bekannt, denn die Kirchenbücher des Dorfes geben erst ab 1753 Auskunft. Der erste Gastwirt, der darin erwähnt wird, war Hans Caspar Döllen.
Das Brauhaus wurde 1965 abgerissen und das Gebäude wurde kurzzeitig als Schleiferei für Zangen und Scheren genutzt. Zu DDR-Zeiten wurde die „Hechel“ schließlich nur noch als reine Gastronomie betrieben und war ein sehr beliebtes Ziel für Berufskraftfahrer und Dienstreisende.
Bis heute ist die Gastwirtschaft, nach einigen Sanierungen, erhalten, ist nach wie vor im Familienbesitz und wird bewirtschaftet. Das Gasthaus „Zur Hechel“ ist ein beliebtes Ausflugsziel mit Nostalgie und gutem Ruf.

## Persönlichkeiten
- Jakob Richard Ruhl (1878–nach 1942), deutscher Reichsgerichtsrat, geboren in Springstille

### Ehrenbürger
- Frank Luck (* 1967), Olympiasieger und Weltmeister im Biathlon, nach ihm ist eine Straße im Gewerbegebiet des Ortes benannt
- Heinz Büchner, verliehen am 26. März 2011
- Hans Gerd Reich, verliehen am 17. März 2013[6]